# Frejs elskov
Frejs elskov er en fortælling fra den nordiske mytologi. 
Frej snød sig til et blik i Lidskjalv dengang Odin var ude for at forføre Rind. Her så han Gerd og blev straks forelsket i hende. Han sendte, efter flere dages elendighed over ikke at være i nærheden af hende, sin tjener Skirner af sted for at spørge hende om hun ville være interesseret i at møde ham. Skirner ville først ikke ride ind på en jættes gård midt i Jotunheim af frygt for ikke at vende tilbage og forlangte derfor at måtte ride på Frejs frygtløse hest, Frejfaxe. Endvidere forlangte han Frejs sværd, som af sig selv hugger i jættekød. Frej vil til Ragnarok inderligt fortryde, at han gav dette sværd fra sig, da han skal kæmpe mod Surt og tabe.
Gerd indvilligede i at mødes med Frej efter adskillige trusler, og de mødtes i en lille skovlund kaldet Barre et par dage efter. De forelskede sig øjeblikkeligt, og hun bor nu hos ham i Alfheim. Hendes forældre har ikke set hende siden, da de ikke tør nærme sig Asgård.